# Poaphilus kewinus
Poaphilus kewinus är en mångfotingart som beskrevs av Chamberlin 1912. Poaphilus kewinus ingår i släktet Poaphilus och familjen storjordkrypare. Inga underarter finns listade i Catalogue of Life.